# Groupe de M109
Le groupe de M109 comprend au moins 41 galaxies situées dans les constellations de la Grande Ourse et des Chiens de chasse. La distance moyenne obtenue en se basant sur le décaclage vers le rouge entre ce groupe et la Voie lactée est d'environ 16,6 Mpc (∼54,1 millions d'al). Si on utilise plutôt les distances obtenues par des méthodes indépendantes du décalage, on obtient une valeur d' environ 17,5 Mpc (∼57,1 millions d'al). Plusieurs galaxies de ce groupe sont relativement rapprochées du Groupe local et on obtient assez souvent une distance nettement différente en se basant sur le décalage en raison de leur mouvement propre dans le groupe. 

## Membres
Le tableau ci-dessous liste les 41 galaxies du groupe indiquées dans l'article de A.M. Garcia paru en 1993.
Plusieurs galaxies du groupe de M109  font aussi partie d'un groupe plus vaste qui compte plus de 80 galaxies, le groupe de M101 décrit dans un article publié par Abraham Mahtessian en 1998. Plusieurs galaxies de la liste de Mahtessian se retrouvent également dans d'autres groupes décrit par A.M. Garcia, soit le groupe de NGC 3631, le groupe de NGC 3898, le groupe de M109 (NGC3992), le groupe de NGC 4051, le groupe de M106 (NGC 4258) et le groupe de NGC 5457. 
Plusieurs galaxies des six groupes de Garcia ne figurent pas dans la liste du groupe de M101 de Mahtessian. Il y a plus de 120 galaxies différentes dans les listes des deux auteurs. Puisque la frontière entre un amas galactique et un groupe de galaxie n'est pas clairement définie (on parle de 100 galaxies et moins pour un groupe), on pourrait qualifier le groupe de M101 d'amas galactique contenant plusieurs groupes de galaxies.
M109 possède au moins trois galaxies satellites, soit UGC 6923, UGC 6940 et UGC 6969. La galaxie UGC 6940 n'apparait pas dans la liste de Garcia et elle occupe la dernière rangée du tableau.
Le groupe de M101 fait partie de l'amas de la Grande Ourse qui se trouve dans le superamas de la Vierge, dont fait partie le Groupe local où se trouve la Voie lactée.
| Nom             | Cons. | Class.       | Type                         | α (J2000.0)   | δ (J2000.0) | Vitesse radiale (km/s) | m          | Distance (Mpc) | Diamètre (kal) | D (Mpc)     |
| --------------- | ----- | ------------ | ---------------------------- | ------------- | ----------- | ---------------------- | ---------- | -------------- | -------------- | ----------- |
| NGC 3726        | GO    | SBc,         | Spirale barrée               | 11h 33m 21.1s | 47° 01′ 45″ | 864 ± 1                | 10,4       | 15,9 ± 1,1     | 81             | 14,0 ± 3,4  |
| NGC 3782        | GO    | SBc          | Spirale barrée               | 11h 39m 20.7s | 46° 30′ 50″ | 733 ± 3                | 12,4       | 14,0 ± 1,0     | 22             | 12,8 ± 2,5  |
| NGC 3870        | GO    | S0?          | Lenticulaire                 | 11h 45m 56.6s | 50° 11′ 59″ | 754 ± 1                | 13,0       | 14,1 ± 1,0     | 17             | 17,5 ± 4,3  |
| NGC 3877        | GO    | Sc           | Spirale                      | 11h 46m 07.7s | 47° 29′ 40″ | 895 ± 4                | 11,0       | 16,3 ± 1,2     | 78             | 14,9 ± 1,7  |
| NGC 3893        | GO    | SAB(rs)c?    | Spirale intermédiaire        | 11h 48m 38.2s | 48° 42′ 39″ | 967 ± 1                | 10,5       | 17,3 ± 1,2     | 69             | 15,8 ± 3,2  |
| NGC 3896        | GO    | SB0/a? pec   | Lenticulaire                 | 11h 48m 56.4s | 48° 40′ 29″ | 922 ± 2                | 12,9       | 16,6 ± 1,2     | 34             | x           |
| NGC 3917        | GO    | SAcd?        | Spirale                      | 11h 50m 45.4s | 51° 49′ 29″ | 965 ± 1                | 11,8       | 17,0 ± 1,2     | 79             | 16,4 ± 2,4  |
| NGC 3922        | GO    | S0/a         | Lenticulaire                 | 11h 51m 13.4s | 80° 09′ 25″ | 930 ± 3                | 12,8       | 16,6 ± 1,2     | 38             | 17,0 ± ?1   |
| NGC 3928        | GO    | SA(s)b?      | Spirale                      | 11h 51m 47.6s | 48° 40′ 59″ | 978 ± 2                | 12,6       | 17,5 ± 1,2     | 23             | 16,2 ± 1,2  |
| NGC 3931        | GO    | SA0-?        | Lenticulaire                 | 11h 51m 13.4s | 52° 00′ 03″ | 903 ± 2                | 13,4       | 16,1 ± 1,1     | 21             | x           |
| NGC 3949        | GO    | SA(s)bc?     | Spirale                      | 11h 53m 41.7s | 47° 51′ 31″ | 800 ± 1                | 11,1       | 14,9 ± 1,1     | 48             | 16,8 ± 3,3  |
| NGC 3953        | GO    | SB(r)bc      | Spirale barrée               | 11h 53m 48.9s | 52° 19′ 36″ | 1050 ± 1               | 10,1       | 18,2 ± 1,3     | 110            | 16,6 ±3,4   |
| NGC 3985        | GO    | SB(s)m?      | Spirale barrée magellanique  | 11h 56m 42.1s | 48° 20′ 02″ | 983 ± 2                | 13,0       | 17,5 ± 1,3     | 18             | 14,1 ± 4,1  |
| M109 (NGC 3992) | GO    | SB(rs)bc     | Spirale barrée               | 11h 57m 36.0s | 53° 22′ 28″ | 1048 ± 1               | 9,8        | 18,1 ± 1,3     | 162            | 20,6 ± 7,1  |
| NGC 4010        | GO    | SB(s)d?      | Spirale barrée               | 11h 58m 37.9s | 47° 15′ 41″ | 902 ± 1                | 12,3       | 16,4 ± 1,2     | 79             | 18,4 ± 2,7  |
| NGC 4026        | GO    | Sb           | Spirale                      | 11h 59m 25.2s | 50° 57′ 42″ | 985 ± 5                | 10,8       | 17,4 ± 1,2     | 89             | 17,8 ± 2,9  |
| NGC 4085        | GO    | SA(s)c       | Spirale                      | 12h 05m 22.7s | 50° 21′ 11″ | 760 ± 3                | 12,4       | 14,1 ± 1,0     | 54             | 19,9 ± 2,5  |
| NGC 4088        | GO    | SAB(rs)bc    | Spirale intermédiaire        | 12h 05m 34.2s | 50° 32′ 21″ | 746 ± 2                | 10,6       | 13,9 ± 1,0     | 78             | 13,9 ± 2,9  |
| NGC 4100        | GO    | (R')SA(rs)bc | Spirale                      | 12h 06m 08.4s | 49° 34′ 58″ | 1074 ± 1               | 11,2       | 18,8 ± 1,3     | 104            | 19,4 ± 3,2  |
| NGC 4102        | GO    | SAB(s)b      | Spirale intermédiaire        | 12h 06m 23.0s | 52° 42′ 40″ | 846 ± 2                | 11,2       | 15,2 ± 1,1     | 60             | 19,5 ± 3,7  |
| NGC 4142        | GO    | SB(s)d       | Spirale barrée               | 12h 09m 30.2s | 53° 06′ 18″ | 1158 ± 4               | 13,3       | 19,7 ± 1,4     | 53             | 25,5 ± 4,3  |
| NGC 4157        | GO    | SAB(s)b?     | Spirale intermédiaire        | 12h 11m 04.4s | 50° 29′ 05″ | 771 ± 1                | 11,4       | 14,2 ± 1,0     | 125            | 17,1 ± 3,1  |
| NGC 4217        | Cc    | Sb           | Spirale                      | 12h 15m 50.9s | 47° 05′ 30″ | 1028 ± 2               | 11,2       | 18,2 ± 1,3     | 93             | 17,9 ± 3,3  |
| NGC 4220        | Cc    | SA0^+(r)     | Lenticulaire                 | 12h 16m 11.7s | 47° 53′ 00″ | 914 ± 1                | 11,4       | 16,5 ± 1,2     | 80             | 19,6 ± 3,4  |
| NGC 3769A       | GO    | SBm pec?     | Spirale barrée magellanique  | 11h 37m 41.3s | 47° 52′ 53″ | 734 ± 4                | 14,2       | 14,0 ± 1,0     | 17             | 17,0 ± ?1   |
| UGCA 259        | GO    | Im           | Irrégulière magellanique     | 11h 58m 53.3s | 45° 44′ 04″ | 1154 ± 10              | 15,6       | 20,3 ± 1,4     | 18             | 17,0 ± ?1   |
| UGC 6628        | GO    | Sam          | Spirale magellanique         | 11h 40m 05.7s | 45° 56′ 32″ | 849 ± 1                | 12,6       | 15,8 ± 1,1     | 41             | 12,3 ± 6,61 |
| UGC 6667        | GO    | Scd?         | Spirale                      | 11h 42m 26.3s | 51° 35′ 53″ | 973 ± 1                | 13,5       | 17,2 ± 1,2     | 77             | 19,6 ± 2,8  |
| UGC 6713        | GO    | Sm           | Spirale magellanique         | 11h 44m 25.0s | 48° 50′ 07″ | 899 ± 6                | 14,3       | 16,3 ± 1,2     | 32             | 17,0 ± ?1   |
| UGC 6773        | GO    | Im           | Irrégulière magellanique     | 11h 48m 00.5s | 49° 48′ 30″ | 924 ± 1                | 13,8       | 16,6 ± 1,2     | 21             | 12,1 ± 3,11 |
| UGC 6840        | GO    | SB(rs)m      | Spirale barrée magellanique  | 11h 52m 07.0s | 52° 06′ 29″ | 1015 ± 4               | 13,9       | 17,7 ± 1,3     | 48             | 17,0 ± ?1   |
| UGC 6917        | GO    | SBm          | Spirale barrée magellanique  | 11h 56m 26.5s | 50° 25′ 43″ | 911 ± 1                | 12,5       | 16,3 ± 1,2     | 88             | 19,4 ± 1,5  |
| UGC 6922        | GO    | Scd          | Spirale                      | 11h 56m 52.1s | 50° 49′ 01″ | 877 ± 5                | 13,4       | 15,8 ± 1,1     | 36             | x           |
| UGC 6923        | GO    | Im?          | Irrégulière magellanique     | 11h 56m 49.4s | 53° 09′ 37″ | 1087 ± 1               | 13,4       | 18,7 ± 1,3     | 37             | 17,6 ± 1,5  |
| UGC 6956        | GO    | SB(s)m       | Spirale barrée magellanique  | 11h 58m 25.6s | 50° 55′ 01″ | 917 ± 4                | 14,6       | 16,4 ± 1,2     | 44             | 17,0 ± ?1   |
| UGC 6969        | GO    | Im           | Irrégulière magellanique     | 11h 58m 47.6s | 53° 25′ 29″ | 1114 ± 2               | 14,5       | 19,1 ± 1,4     | 40             | 24,5 ± ?1   |
| UGC 6983        | GO    | SB(rs)cd     | Spirale barrée               | 11h 59m 09.3s | 52° 42′ 27″ | 1081 ± 1               | 12,6       | 18,6 ± 1,3     | 82             | 19,6 ± 3,7  |
| UGC 7176        | GO    | Im?          | Irrégulière magellanique     | 12h 10m 55.7s | 50° 17′ 18″ | 888 ± 8                | 15,7       | 15,9 ± 1,1     | 30             | x           |
| UGC 7218        | Cc    | Im?          | Irrégulière magellanique     | 12h 12m 56.5s | 52° 15′ 55″ | 770 ± 7                | 14,2       | 14,0 ± 1,0     | 19             | 14,5 ± 2,81 |
| MK 1460         | GO    | BCD          | Galaxie naine bleue compacte | 11h 50m 50.0s | 48° 15′ 05″ | 810 ± 1                | 15,3 ± 0,3 | 15,0 ± 1,1     | 6,3            | x           |
| UGC 6940        | GO    | S?           | Spirale                      | 11h 57m 47.6s | 53° 14′ 04″ | 1116 ± 2               | 15,7       | 19,1 ± 1,4     | 24             | 24,9 ± ?1   |

- 1De une à trois mesures seulement.

Le site DeepskyLog permet de trouver aisément les constellations des galaxies mentionnées dans ce tableau ou si elles ne s'y trouvent pas, l'outil du site constellation permet de le faire à l'aide des coordonnées de la galaxie. Sauf indication contraire, les données proviennent du site NASA/IPAC.